# Eld och lågor
För andra betydelser, se Eld & Lågor.
Eld och lågor är en amerikansk musikalfilm från 1939 i regi av Henry Koster. Handlingen är något av en pastisch på sagan Askungen. Filmen nominerades till Oscars i tre kategorier: bästa scenografi, bästa foto och bästa musik.

## Rollista
- Deanna Durbin - Constance Harding
- Robert Stack - Ted Drake
- Eugene Pallette - James Clinton
- Helen Parrish - Barbara Clinton
- Lewis Howard - Walter Clinton
- Leatrice Joy - Grace Clinton
- Frank Jenks - Mike
- Kathleen Howard - Miss Wiggins
- Thurston Hall - Anthony Drake
- Marcia Mae Jones - Marcia Parker
- Samuel S. Hinds - Mr. Parker
- Doris Lloyd - Mrs. Parker
- Charles Coleman - George, butler
- Jack Mulhall - Terry
- Mary Treen - Agnes